# Prodesmodora arcticus
Prodesmodora arcticus is een rondwormensoort uit de familie van de Desmodoridae. De wetenschappelijke naam van de soort is voor het eerst geldig gepubliceerd in 1969 door Mulvey.